# فلوئوروآنتیمونیک اسید
فلوئوروآنتیمونیک اسید (به انگلیسی: Fluoroantimonic acid) با فرمول شیمیایی HSbF
۶ یک ترکیب شیمیایی با شناسه پاب‌کم ۲۱۹۵۳۵۷۶ و جرم مولی ۲۳۶٫۷۶ g/mol است. شکل ظاهری این ترکیب، مایع بی‌رنگ است. این اَبَراَسید قوی‌ترین اسید شناخته شده‌است. این ماده با پلی تترافلوئورواتیلن با نام تجاری تفلون واکنش نمی‌دهد. به همین جهت برای نگهداری و جابه‌جایی آن از ظروفی با این جنس استفاده می‌شود.